# Алан Кеј
Алан Кертис Кеј (енгл. Alan Curtis Kay; Спрингфилд, 17. мај 1940) је амерички научник који се бави рачунарством. Познат је по свом пионирском раду на развоју објектно-оријентисаног програмирања и графичког корисничког интерфејса.
Изабран је за академика Америчке академије науке и уметности, Националне академије инжињерства, као и Краљевског друштва за уметности. Најпознатији је по свом пионирском раду на објектно оријентисаном програмирању и прозорском графичком корисничком интерфејс дизајну, али и по својој изреци: „Најбољи начин да се будућност предвиди јесте да се измисли“
Он је председник Истраживачког института „Viewpoints“ и ванредни професор рачунарских наука на Универзитету Калифорнија у Лос Анђелесу. Такође је у саветодавном одбору TTI/Vanguard. Све до средине 2005. године био је виши сарадник у „HP Labs“, гостујући професор на Кјото универзитету и ванредни професор на Масачусетском технолошком институту. Након 10 година у Xerox PARC, Кеј је постао Атаријев главни научник за три године.

## Рана младост и радови
Алан Кеј је показивао изузетну способност још у раној младости, научивши течно да чита са своје три године. У једном разговору о образовању у Америци са Davis group LTD. Алан Кеј је рекао: „Имао сам срећу или несрећу да научим течно да читам са три године. Тако сам прочитао можда 150 књига док нисам кренуо у први разред. И већ сам тада знао да су ме наставници лагали.“
Пореклом из Спрингфилда у Масачусетсу, Кеј је ишао на Универзитет Колорадо у Болдеру, завршивши математику и молекуларну биологију тамо. Пре и у току тог времена, радио је као професионални џез гитариста.
Године 1966. започео је дипломске студије на Колеџу за инжињерство Универзитета у Јути, добивши на крају и звање доктора. Тамо је радио са Иваном Садерлендом, који је урадио пионирске графичке програме, укључујући и Sketchpad. То је у великој мери подстакло Кејове развојне погледе на предмете и програмирање. Како је постајао све заузетији око ARPA истраживања, напустио је каријеру професионалног музичара.
Године 1968. упознао је Сејмура Пеперта и научио програмски језик Logo, дијалект Lispa који је најбољи за образовне сврхе. То га је одвело до рада Жана Пијазеа, Џерома Брунера, Лева Виготског и учења конструкциониста. То је даље утицало на његове погледе.
Године 1970. Кеј је постао део Истраживачког центра Пало Алто у оквиру Xerox корпорације (PARC). Седамдесетих година 20. века он је био један од кључних чланова који су тамо развили прототипове умрежених радних станица коришћењем програмског језика Smalltalk. Ова открића је касније комерцијализовао Епл рачунара Lisa и Макинтош.
Кеј је један од првих који су дошли до идеје објектно оријентисаног програмирања, којем је и дао назив, заједно са неким колегама у PARC и претходницима у Норвешком рачунском центру. Осмислио је Dynabook концепт, који је дефинисао идејну основу за лаптоп и таблет рачунаре и Е-књиге, а уједно је конструсао савремени преклопни прозорско-гарфички кориснички интерфејс (ГУИ). Због замисли Dynabook као образовне платформе, Кеј се сматра једним од првих истраживача у области мобилног учења и заиста су многе карактеристике Dynabook концепта усвојене при дизајну образовне платформе „Један лаптоп за свако дете“, У коју је Кеј активно укључен.
Област рачунарства очекује нова револуција, у којој, према Кеју, образовне заједнице, родитељи и деца неће видети скуп алатки које је измислио Даглас Енгелбарт, него медиј у смислу Марсала Меклахана. Он је писао да судбина персоналног рачунарства неће бити:
(...)‘средство’, као у Енгелбартовој метафори супротстављеној ‘пругама’IBM-а, него нешто далеко дубље: ….. медиј. Са ‘средством’ неко је могао чекати до средње школе и дати ‘возачима садржај’, али да је то медиј, морало је да се прошири у свет детињства.

## Скорашњи рад и признање
Почев од 1984. године, Кеј је био сарадник у „Apple Computer“ до затварања ATG (Групе за напредну технологију), једног од одељака те компаније задужених за истраживање и развој. Тада је прешао да ради у „Волт Дизни“ одељку за стварање ликова као сарадник и остао ту док „Дизни“ није завршио свој сараднички програм. После рада у компанији „Дизни“, он је 2001. године основао Истраживачки институт „Viewpoints“, непрофитну организацију посвећену деци, учењу и развоју напредних софтвера.
Касније је Кеј радио са тимом у „Applied Minds“, затим је постао виши сарадник у „Hewlett-Packard“ док „HP“ није расформирао Истраживачки тим за напредни софтвер 20. јула 2005. године. Тренутно је на челу Института „Viewpoints“.
Кеј је предавао лета 2011. године „Моћне идеје: корисна средства за разумевање света“, у Интерактивном телекомуникационом програму (ИТП) Њујоршког универзитета, заједно са сталним ИТП чланом факултета Ненси Хецингер. Циљ овога је било осмислити нове облике предавања/учења заснованог на фундаменталним, моћним концептима- пре него на традиционалном учењу понављањем.

### ,, и
Децембра 1995. године, када је још био у „Еплу“, Кеј је сарађивао са многима да би започели „Squeak“ верзију „Smalltalk“-a која се може отворено допуњавати, и наставио је да ради на њој. Као део ових напора, новембра 1996. године његов тим је почео истраживање на ономе што је постало „Etoys system“. Касније је са Дејвидом А. Смитом, Дејвидом П. Ридом, Андреасом Рабом, Риком Мекгиром, Џулијаном Ломбардијем и Марком Мекејхилом почео пројекат „Croquet“, који је отворено мрежна 2Д и 3Д подлога за удружен рад.

### 
Године 2001. постало је јасно да је Etoy конструисање у оквиру Squeak достигло свој врхунац у ономе што је морфичка интерфејс инфраструктура могла да уради. Андреас Раб је био истраживач који је радио у Кејовој групи, тада у „Hewlett-Packard“. Он је предложио да се дефинише „процес скрипте“ и обезбеди обавезни механизам распоређивања који заобилази неколико општијих проблема. Резулат овога био је нови кориснички интерфејс, предложен као замена Squeak морфичког корисничког интерфејса у будућности. Тwеак је додао механизме острва, асинхроно слање порука, игрице и костиме, језичке додатке, пројекте и прозорско распопређивање. Његов позадински објектни систем је класно заснован, али код корисника (за време програмирања) он се понаша као да је заснован на прототипу. Тwеак објекти се стварају и покрецу у Тwеак пројекатским прозорима.

### Дечија машина ()
Новембра 2005. године, на Светском самиту Информатичког друштва, МИТ истраживачке лабораторије откриле су нови лаптоп рачунар, намењен образовној употреби широм света. Он има много назива: „лаптоп од 100 $“, програм „Лаптоп за свако дете“, „дечија машина“ и XO-1. Овај програм је започео и испратио Кејов пријатељ Николас Негропонте, а заснован је на Кејовом Dynabook идеалу. Кеј је истакнути учесник у развоју овог рачунара, који се фокусира на његов образовни софтвер користећи Squeak и Etoys.

### Поновно откривање програмирања
Кеј у великој мери држи предавања о идеји да је рачунарска револуција сасвим нова ствар и нису све његове добре идеје наишле на универзалну примену. Предавања на OOPSLA конференцији 1997. године и његов говор на додели Тјурингове награде под називом „Рачунарска револуција се још није догодила“, поткрепљене су његовим искуствима са Sketchpad, Simula, Smalltalk, као и препуним кодом комерцијалног софтвера.
Дана 31. августа 2006. године одобрен је предлог Кеја Националној научној фондацији Уједињених нација (НСФ), који је тако обезбедио финансирање Истразивачког института „Viewpoints“ на неколико година. Наслов тог предлога био је „КОРАЦИ ка поновном откривању програмирања: Компактни и практични модел персоналног коришћења рачунара као начин самообјашњења“. Наговештај онога што Кеј покушава да уради долази из овог цитата из кратког садржаја једног семинара о томе, а који је одржан у „Интел истраживачким лабораторијама“ у Берклију: „Мноштво комерцијалних и најотворенијих софтвера исцрпи се у окружењу неколико стотина милиона редова кодова ових дана. Питамо се: Колико мали може бити разумно практични дизајн „Модела Т“, а да покрива ову функционалност? 1М редова кодова? 200K LOC? 100K LOC? 20K LOC?“

### Награде и почасти
Алан Кеј је примио многе награде и почасти. Међу њима су и:
- 2001. године: UdK 01-награда у Берлину (Немачка) за осмишљање GUI; J-D Warnier информатичка награда; NEC C&C награда[тражи се извор] J-D Warnier Prix D'Informatique; NEC C&C Prize
- 2002. године: награда за технологију на Телуридском технолошком фестивалу у Телуриду (Колорадо)
- 2003. године: ACM Тјурингова награда за рад на објектно-оријентисаном програмирању
- 2004. године: Кјото награда; награда 'Carls Stark Drejper' са Барлером В. Лампсоном, Робертом В. Тејлором и Чарлсом П. Такером[11]
- Почасни докторати:
  - 2002.god.: 'Kunliga Tekniska Högskolan' (Краљевски институт за технологију) у Стокхолму[тражи се извор]
  - 2005. год.: Институт за технологију у Џорџији[12]
  - 2005. год.: Колумбија колеџ у Чикагу[13]
  - 2007.god.: Laurea Honoris Causa in Informatica на универзитету у Пизи (Италија)
  - 2008. год.: Универзитет у Ватерлоу[14]
  - 2010. год.: Универзитет у Мурсији[15]
- Почасни професор на Берлинском универзитету уметности
- Изабрани академик у:
  - Америчкој академији наука и уметности
  - Националној инжињерској академији
  - Краљевском друштву за уметности
  - 1999. год.: Музеју за историју рачунарства[16]
  - 2008. год.: Друштву за рачунарске механизме[17]
  - 2011. год.: Институту „Хасо Платнер“[18][19]

Остале почасти: J-D Warnier информатичка награда, награда ACM Systems Software, награда NEC фондације за рачунаре и комуникацију, награда фондације Funai, Lewis Branscomb награда за технологију, награда ACM SIGCSE за изузетан допринос образовању у информатичкој науци.